# ガクチカ
ガクチカは、就職活動においての用語、若者言葉である。就職活動中の学生が面接官に答える、「学生時代に力を入れたこと」を略したものである。

## 概要
エントリーシートを記入する際や、面接中に問われる場合が多い。就職活動中の学生にとってこの質問は定番化されていることから、「ガクチカ」と略されるようになった。
2022年のネオキャリアの調査によれば、65.2%の企業が採用時に「ガクチカ」の質問をしていた。また、コロナ禍によってオンライン授業が増え、サークル活動やアルバイト、留学も制限されるようになった結果、コロナ禍が「ガクチカ」に悪影響を与えたと考える学生は44.6%に上るという。

## 盛りガクチカ
学生時代に力を入れたことがなかったり、事情によって思うような大学生活が送れなかったりしたことから、面接の際に話を盛る「盛りガクチカ」を行う学生も多い。2022年のネオキャリアの調査によれば、25.6%の学生は話を盛っていたということである。一方で、採用する企業側は学生時代のすごさやレベル感に期待しているのではなく、能力・性格・価値観が自社の仕事や文化に適合しているのかを判断しているので、実績をもる必要などない、と語る人事コンサルタントもいる。

## 書籍掲載
働き方評論家の常見陽平は、「ガクチカ」という言葉を日本で初めて書籍に掲載したのはどうやら自分であると、東洋経済オンラインに答えている。